# Iginniarfik
Iginniarfik é um assentamento no município de Qaasuitsup, oeste da Gronelândia. Em 2010 tinha 88 habitantes.

## Transporte
A Air Greenland serve o assentamento somente com voos de inverno de helicóptero do Heliporto de Iginniarfik para o Heliporto de Ikerasaarsuk e para o Heliporto de Kangaatsiaq. Durante o verão e o outono, quando as águas da Baía de Disko são navegáveis, o assentamento é servido somente pelo mar através da Diskoline. Iginniarfik é servido de ferry para: Kangaatsiaq, Attu, Ikerasaarsuk, Niaqornaarsuk e Aasiaat.

## População
A população de Iginniarfik manteve-se estável nas duas últimas décadas.